# Rowland Stephenson (MP)
Rowland Stephenson foi um político conservador britânico de um eleitorado de Cumberland.
Ele foi MP por Carlisle de 1787 a 1790. Ele morreu no dia 30 de setembro de 1807.